# Vereinbarte Verwaltungsgemeinschaft Bretten
Vereinbarte Verwaltungsgemeinschaft Bretten – wspólnota administracyjna (niem. Vereinbarte Verwaltungsgemeinschaft) w Niemczech, w kraju związkowym Badenia-Wirtembergia, w rejencji Karlsruhe, w regionie Mittlerer Oberrhein, w powiecie Karlsruhe. Siedziba wspólnoty znajduje się w mieście Bretten, przewodniczącym jej jest Paul Metzger.
Wspólnota administracyjna zrzesza jedno miasto i jedną gminę:
- Bretten, miasto, 28 466 mieszkańców, 71,12 km²
- Gondelsheim, 3311 mieszkańców, 14,86 km²